# جاك موريس (لاعب كرة قاعدة)
جاك موريس (بالإنجليزية: Jack Morris)‏ هو لاعب كرة قاعدة أمريكي، ولد في 16 مايو 1955 في سانت بول في الولايات المتحدة.

## وصلات خارجية
- جاك موريس على موقع دوري كرة القاعدة الرئيسي (الإنجليزية)
- جاك موريس على موقعبيزبول رفرنس.كوم (الدوري الرئيسي) (الإنجليزية)
- جاك موريس على موقعبيزبول رفرنس.كوم (الدوري الثانوي) (الإنجليزية)
- جاك موريس على موقع إي إس بي إن.كوم (أم.أل.بي) (الإنجليزية)
- جاك موريس على موقع مشجعي الرسوم البيانية (الإنجليزية)
- جاك موريس على موقع قاعة مشاهير كرة القاعدة (الإنجليزية)